# Wein-Panorama-Weg

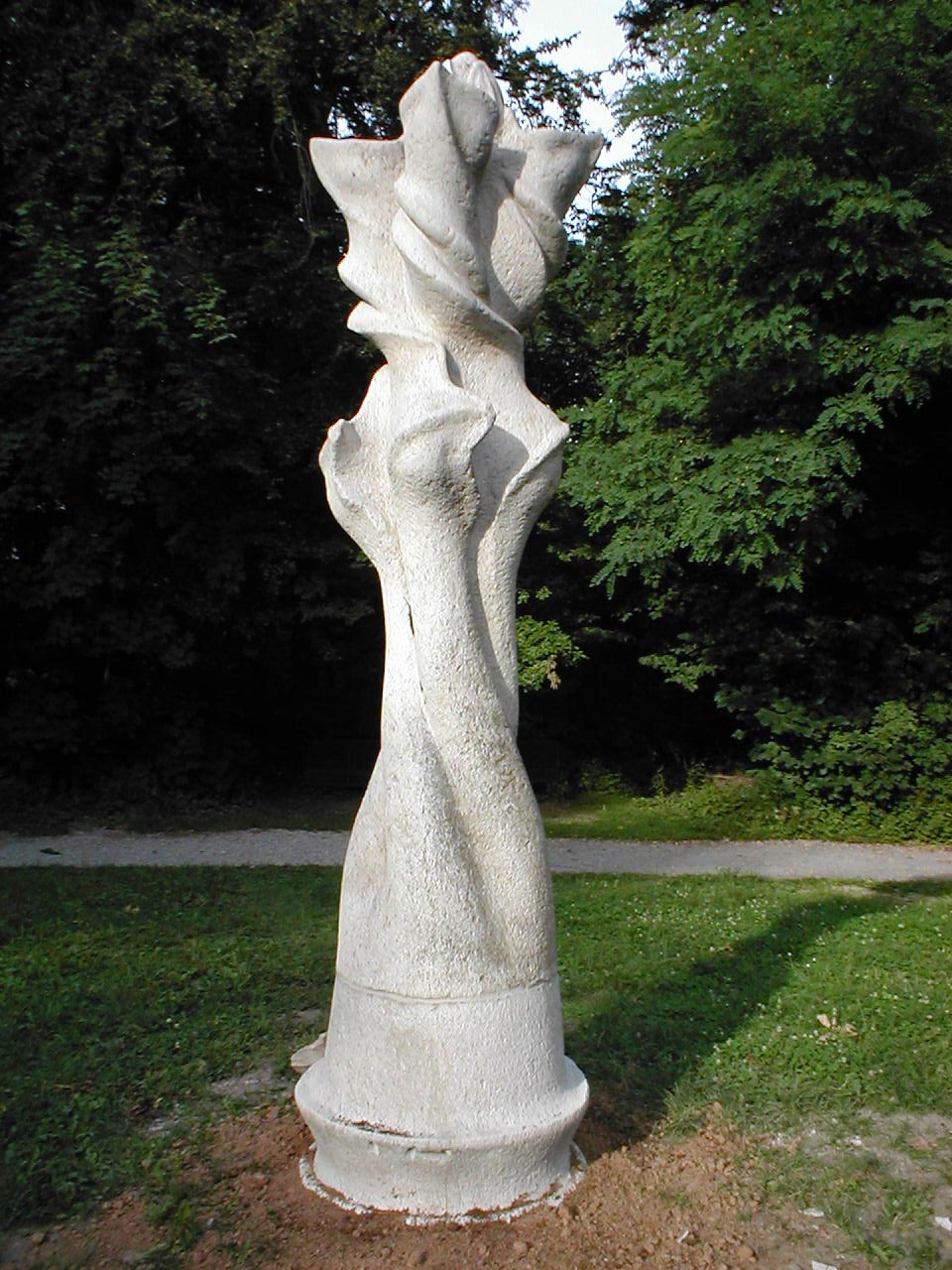
Stein 2000 (2000) van Ralf Krämer

De Wein-Panorama-Weg is een beeldenroute langs de wijngaarden van de Wartberg in de stad Heilbronn in de Duitse deelstaat Baden-Württemberg.

## Werken
De navolgende beelden staan langs de route opgesteld:
- Stein 2000 (2000) van Ralf Krämer
- Großer sitzender weiblicher Torso (1978-84) van Lothar Fischer
- Corpus, Arm (1988) van Michael Schoenholtz
- Cosmic XVII (1977/1978) van Ottmar Mohring
- Schwarze-Hofmännin-Skulptur (1983/1986, voorstudie) van Dieter Klumpp
- Madonna von Berlin (1987/88) van Markus Daum
- Großer Bedrohter (1970) van Waldemar Grzimek
- Große Liegende (rond 1980) Ruhpoldinger Marmor van Susanne Knorr
- Labora (2002) van Werner Stepanek
- Fassträger (1982) van Karl-Henning Seemann

## Fotogalerij

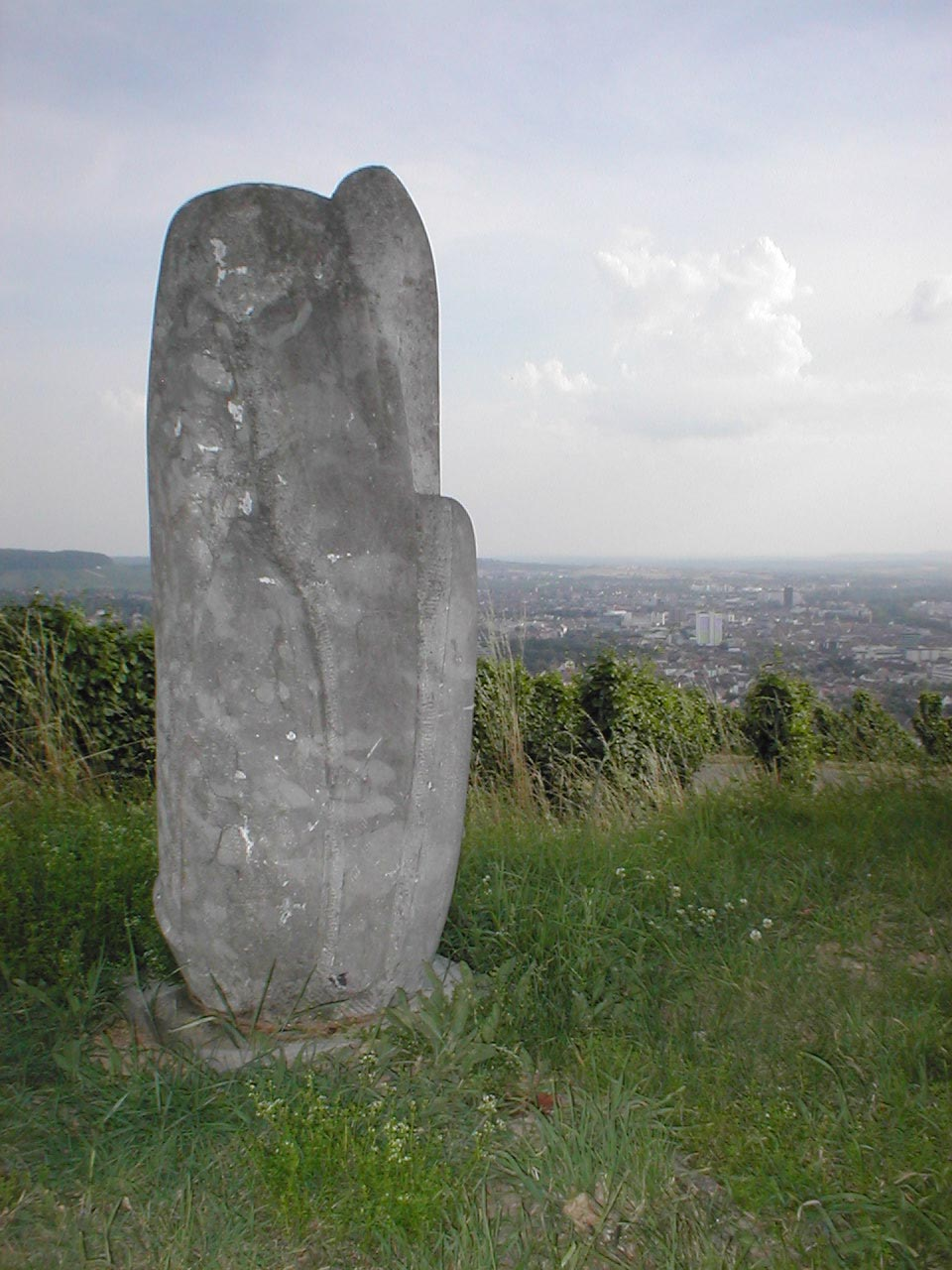
Cosmic XVII van Ottmar Mohring
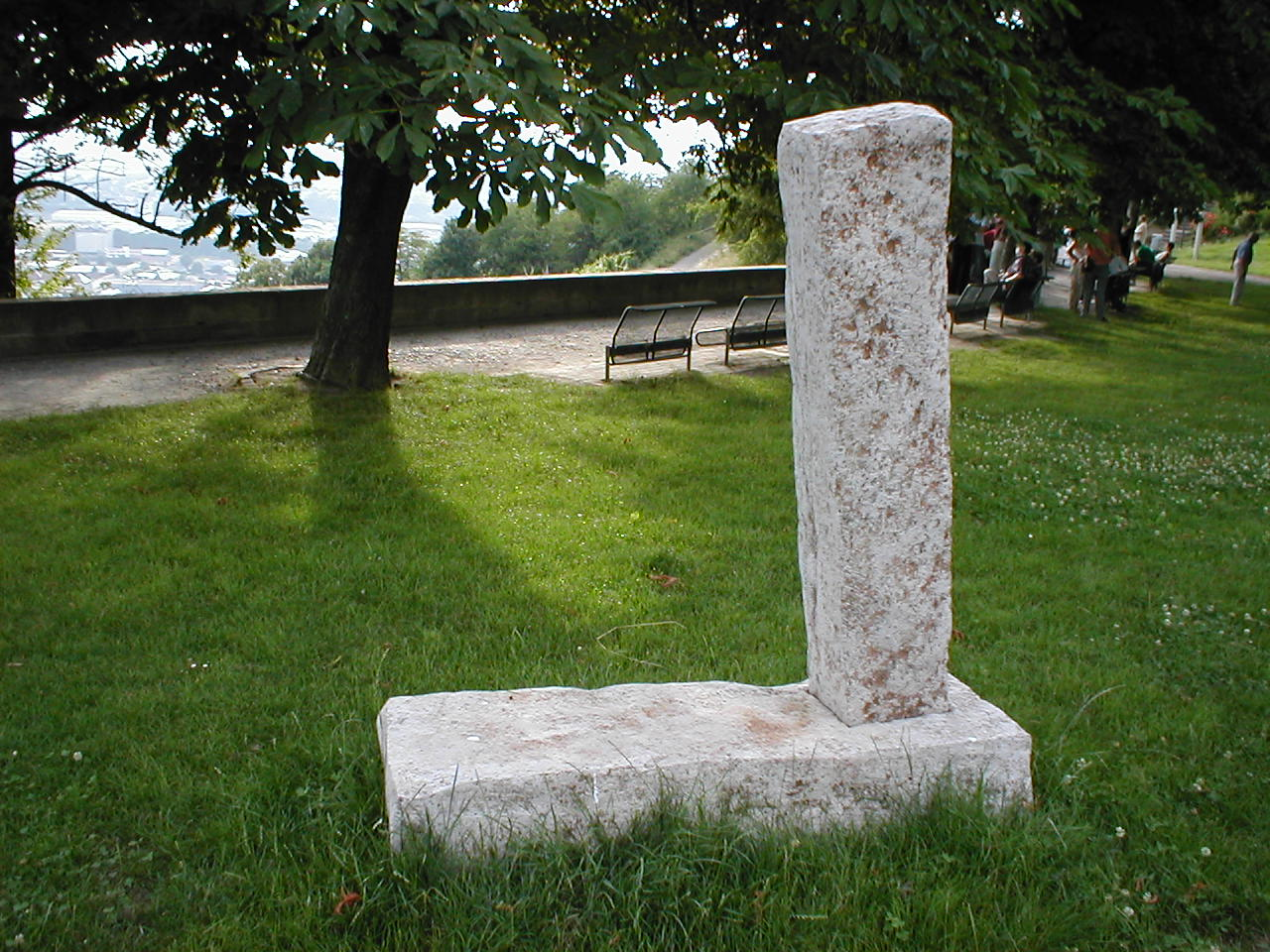
Corpus, Arm van Michael Schoenholtz
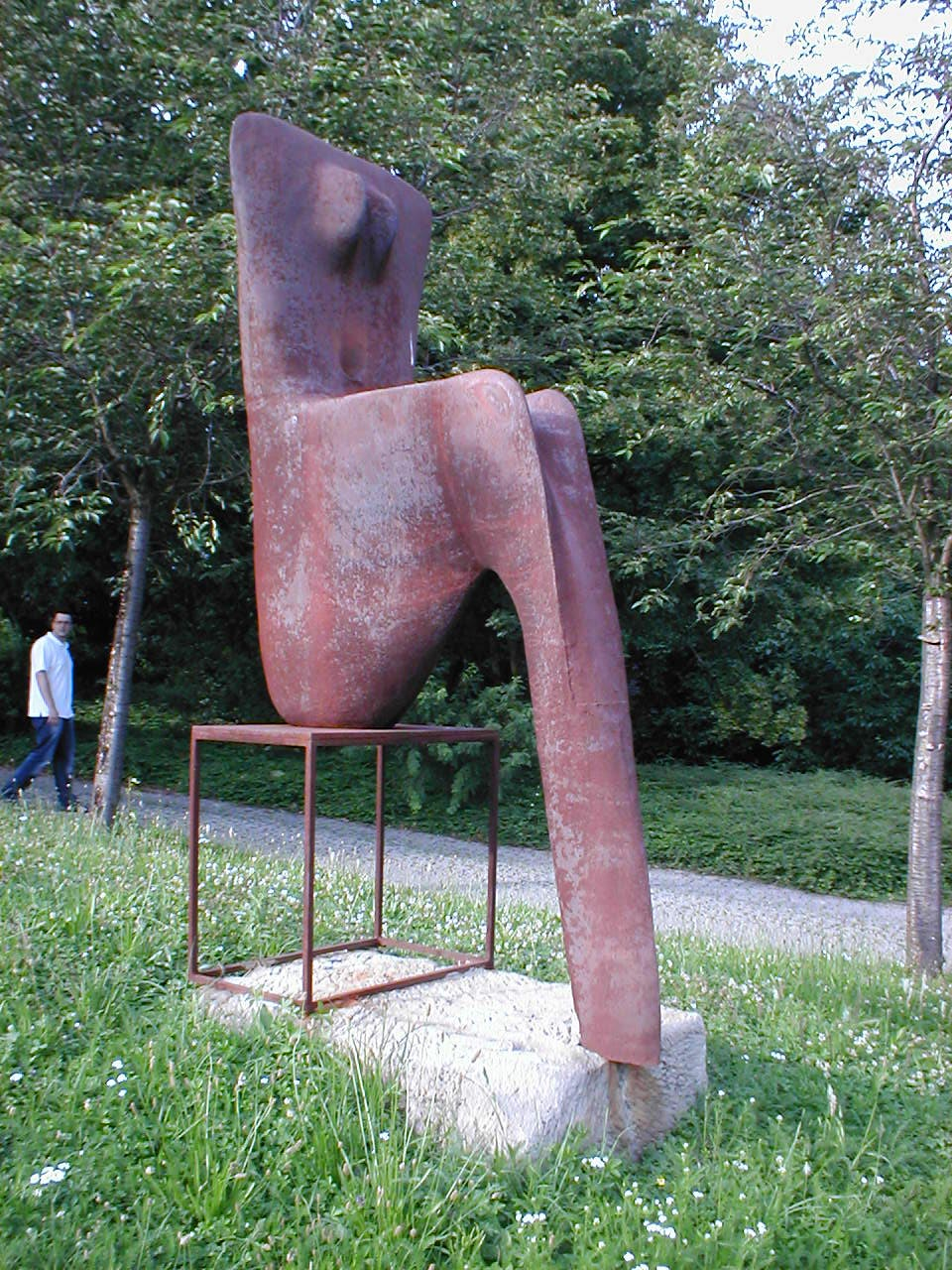
Torso van Lothar Fischer
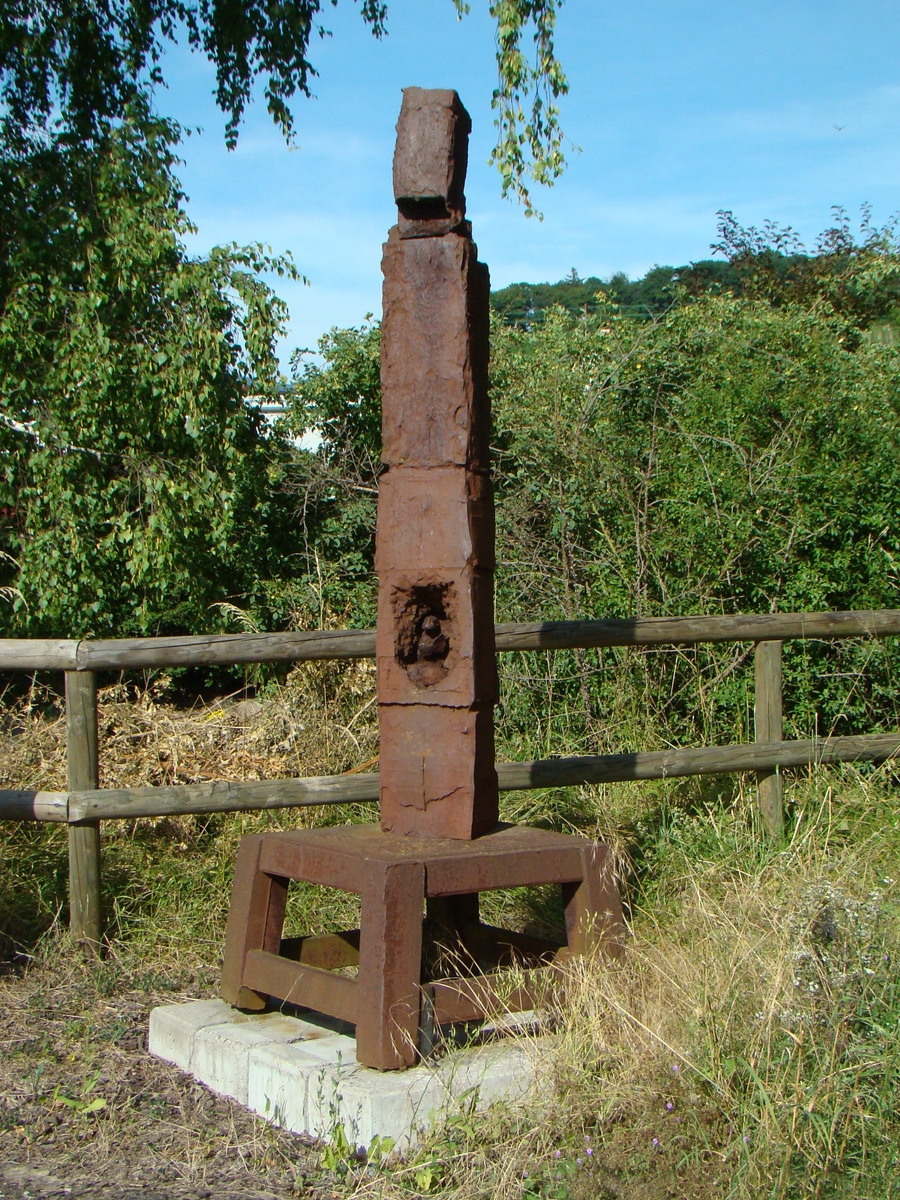
Madonna von Berlin van Markus Daum
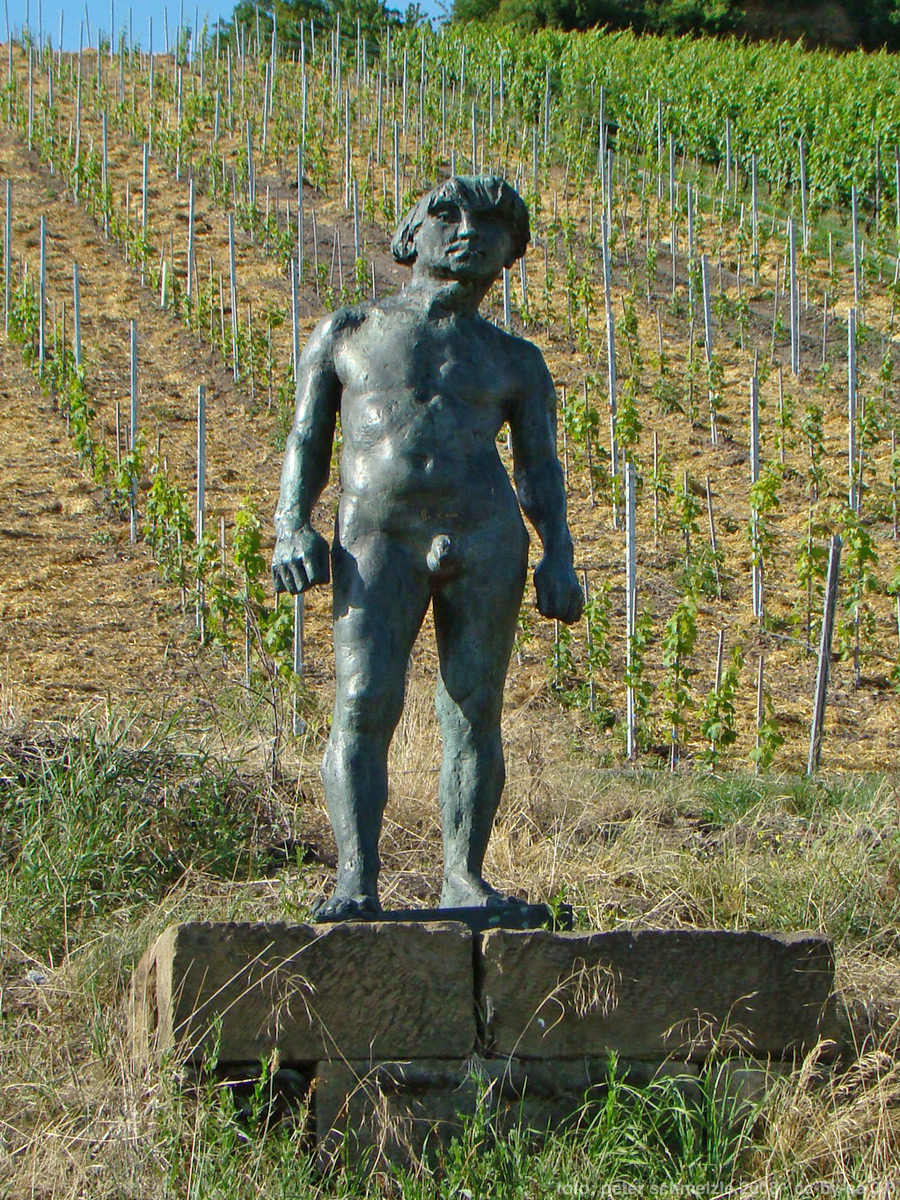
Großer Bedrohter van Waldemar Grzimek
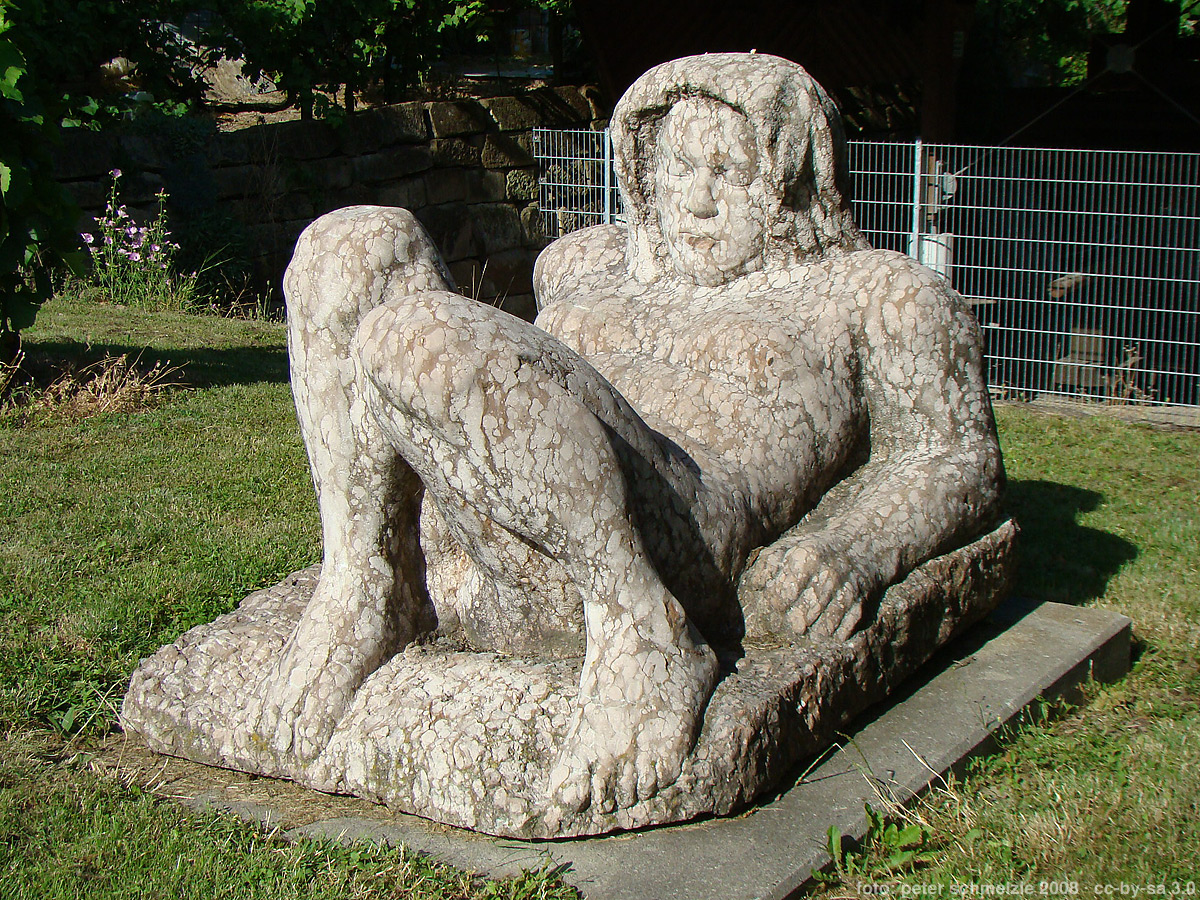
Große Liegende van Susanne Knorr
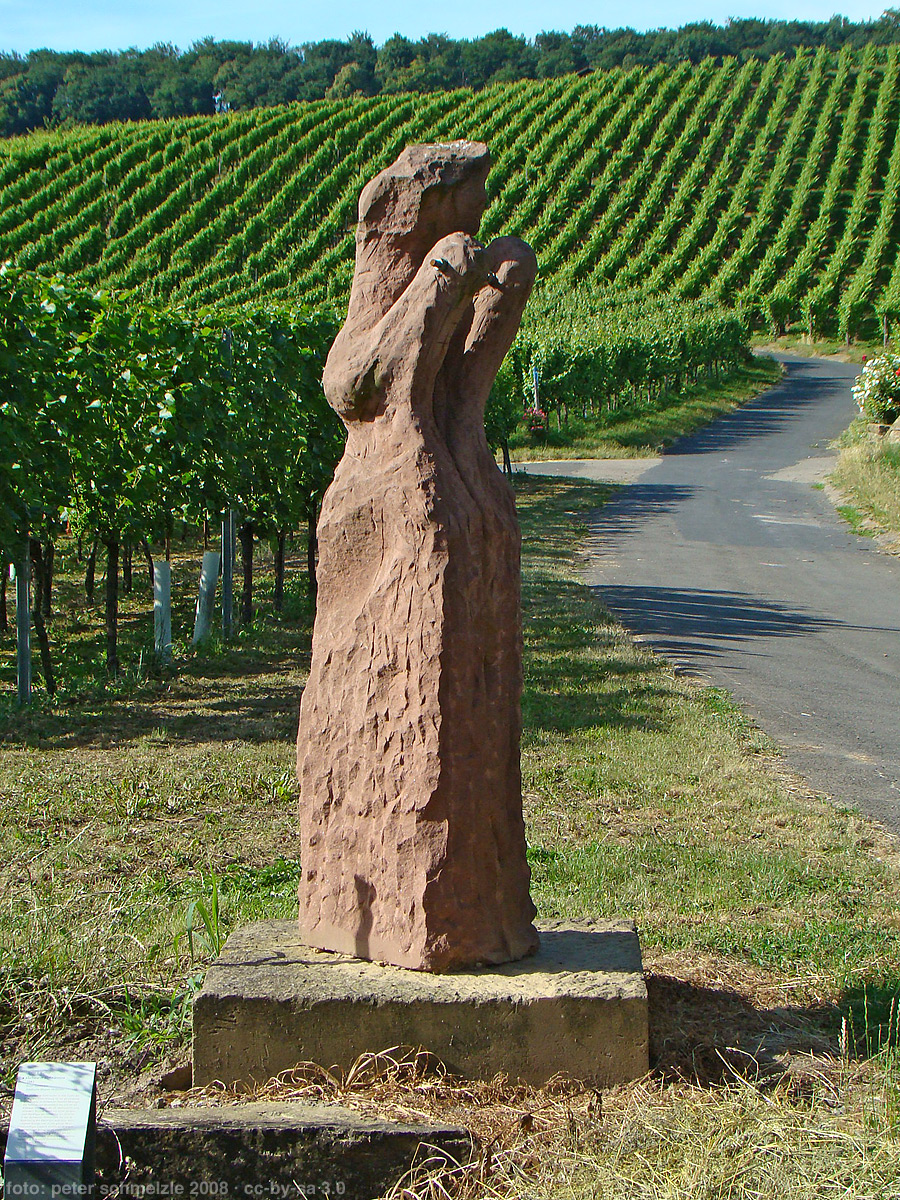
Studie zur Schwarzen Hofmännin van Dieter E. Klumpp
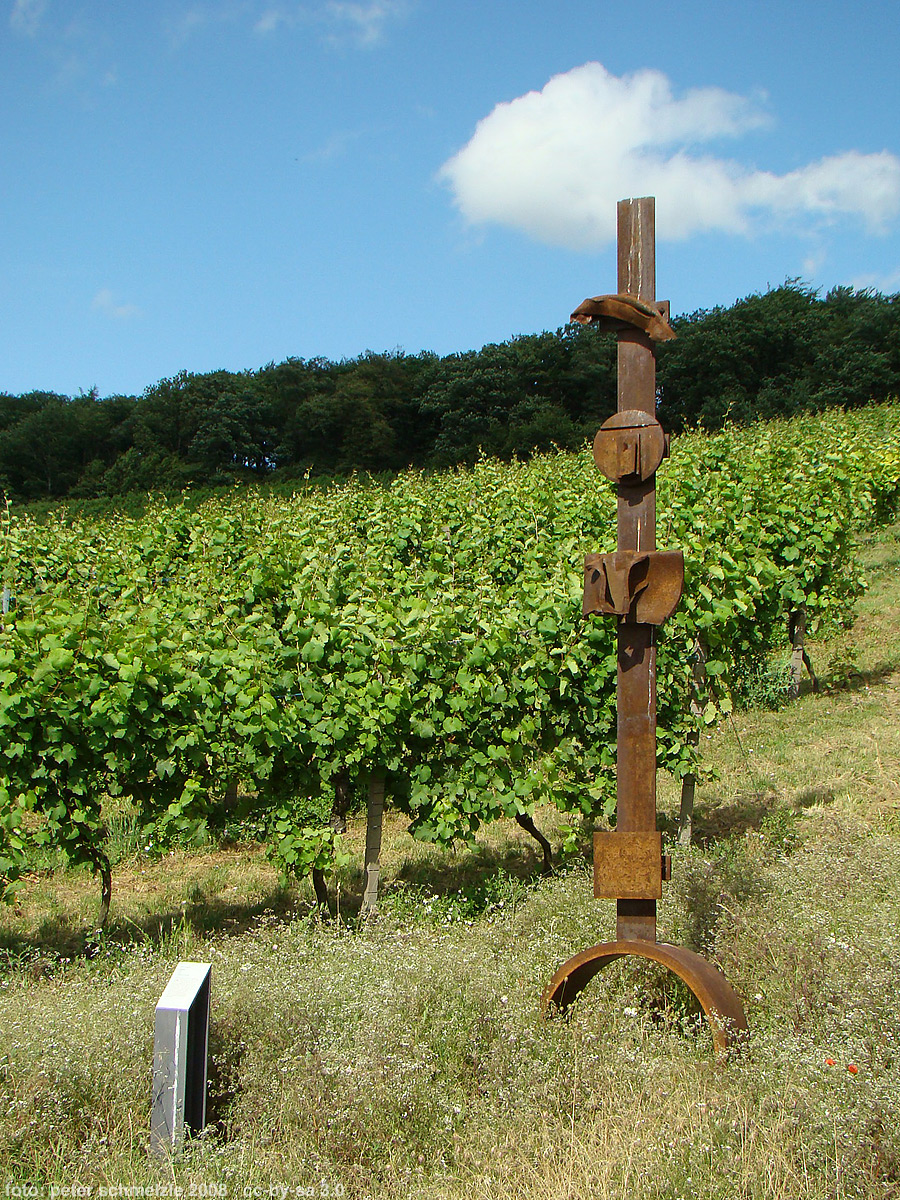
Labora van Werner Stepanek
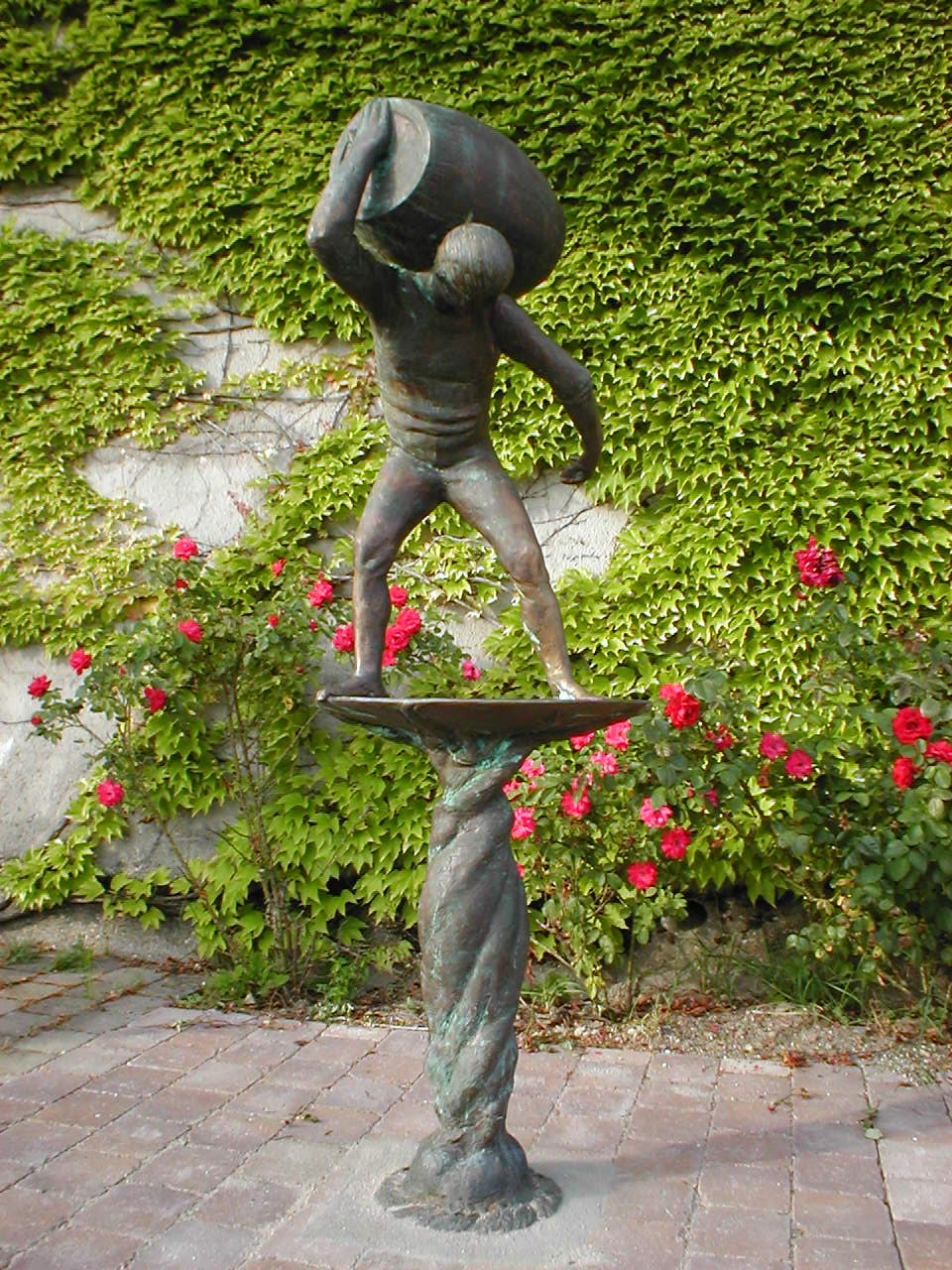
Fassträger van Karl-Henning Seemann